# やくざ者 (1930年の映画)

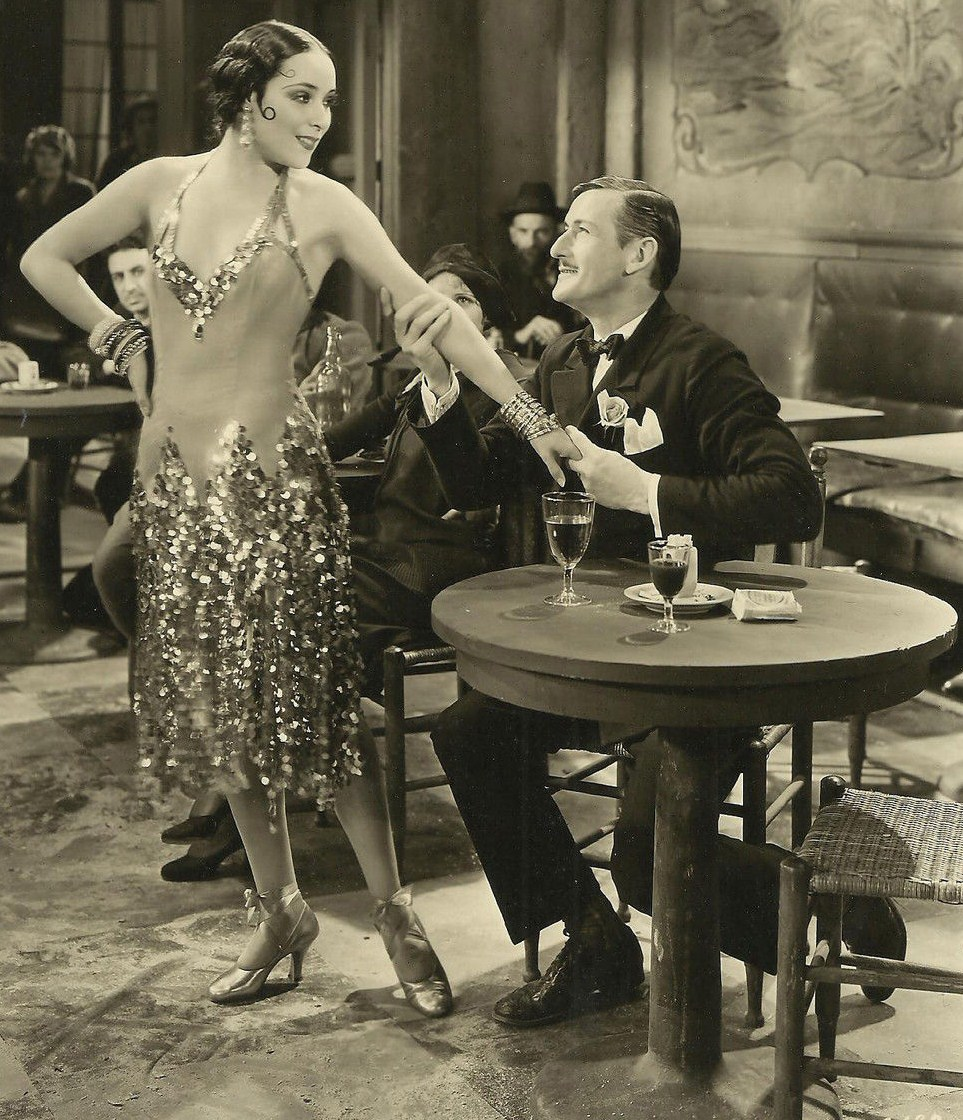
ドロレス・デル・リオ（左）とウルリッヒ・ハウプト。

『やくざ者』（やくざもの、The Bad One）は、プレコード期の1930年に公開された白黒のミュージカル映画で、ジョージ・フィッツモーリスが監督し、ドロレス・デル・リオ、エドマンド・ロウが主演し、ボリス・カーロフも出演した。この作品は、刑務所を舞台にした恋愛映画、劇映画である。

## あらすじ
アメリカ人の船員ジェリーは、マルセイユの酒場で踊り子リタを見初め、船を降りてリタと結婚しようとする。二人の結婚をめぐって、ジェリーはトラブルに巻き込まれ、ある男を殺してしまい、孤島の刑務所へと送られる。
引き裂かれた二人は愛情を確かめあおうとするが、いろいろな行き違いが生じる。折しも島では、囚人たちが暴動を起こそうとしていた。

## キャスト
- ドロレス・デル・リオ - リタ (Lita)
- エドマンド・ロウ - ジェリー・フラナガン (Jerry Flanagan)
- ドン・アルバラード（英語版） - スペイン人 (The Spaniard)
- ブランシュ・フリデリシ（英語版） - デュラン夫人 (Madame Durand)
- エイドリアン・ダンブリクール（英語版） - ポンピエ夫人 (Madame Pompier)
- ウルリッヒ・ハウプト（英語版） - ピエール・フェランデ (Pierre Ferrande)
- ミッチェル・ルイス（英語版） - バーロフ (Borloff)
- ラルフ・ルイス（英語版） - ブロシェ (Blochet)
- ヨーラ・ダヴリル（英語版） - ジーダ (Gida)
- ジョン・セント・ポリス（英語版） - 判事 (Judge)
- ヘンリー・コルカー - 検事 (Prosecutor)
- ジョージ・フォーセット（英語版） - 監視人 (Warden)
- ビクター・ポテル（英語版） - 船員 (Sailor)
- ハリー・スタッブス（英語版） - 船員
- トム・ドゥガン（英語版） - 船員
- ボリス・カーロフ - ガストン氏 (Monsieur Gaston)